# Nagy Antal (főszolgabíró)
Hottói Nagy Antal (Hottó, 1785. szeptember 24. – Andráshida, 1852. október 10.), táblabíró, zalaegerszegi főszolgabíró, földbirtokos.

## Élete
A tekintélyes római katolikus nemesi származású hottói Nagy család sarja. Apja hottói Nagy János földbirtokos, anyja Szigethy Erzsébet.
Alaptnaulmányai befejezése után 1806-ban jogot végzett a Győri királyi jogakadámián. A vármegye szolgálatába állt és 1810. május 7-étől 1819. július 5-éig a zalaegerszegi járás alszolgabírójaként tevékenykedett. 1819. július 5-étől 1825. június 6-áig a zalaegerszegi főszolgabíró volt. A reformkori Zalában Nagy Antal és gyermekei akivan vettek részt a politikai és társas életben; a liberális érzelmű hottói Nagy Antal az 1845-től listázott zalai önkéntes adózó nemesek között szerepelt Deák Ferenc és több más nemes úr mellett. Az 1848-as szabadságharc alatt a már nyugalmazott hottói Nagy Antal együttműködött a szabadságharcosokkal, fiai részt vettek a harcokban. A szabadságharc után feleségétől örökölt andráshidai földbirtokán továbbra is gazdálkodott; 1852. október 10-én hunyt el ugyanott.

## Házassága és leszármazottjai
1810. május 29-én Andráshidán, feleségül vette a régi nemesi farkaspatyi Farkas családból való farkaspatyi Farkas Mária Anna (Andráshida, 1791. december 30.–Andráshida, 1855. december 30.) kisasszonyt, akinek a szülei farkaspatyi Farkas György (1741-1801), táblabíró, földbirtokos, és zétényi Csukás Terézia (1752-1819) voltak. Farkaspatyi Farkas György nagyszülei farkaspatyi Farkas Gábor (fl. 1712–1715), kálócfapusztai földbirtokos és a Sidy családból való sidi Sidy Mária (fl. 1712–1715) voltak; az utóbbi sidi Sidy Mihály (†1711) egervári vicekapitány, zalamegyei külön kiküldött követ a szécsényi országgyűlésen, földbirtokos és a szenterzsébeti Terjék családból való szenterzsébeti Terjék Mária lánya volt. Hottói Nagy Antal és farkaspatyi Farkas Mária frigyéből született:
- hottói Nagy Farkas Sándor (*Andráshida, 1812. május 20.–), ügyvéd, tiszteletbeli megyei alügyész, zalaegerszegi főszolgabíró, földbirtokos. Neje: Nagy Anna (*Andráshida, 1825. március 19..)[9]
- hottói Nagy Magdolna (*Andráshida, 1813. augusztus 4.–Alsólendva, 1899. augusztus 17.). Férje: miskei és monostori Thassy Mihály (Nemesvid, 1804. március 28.–Alsólendva, 1898. május 21.), földbirtokos.
- hottói Nagy Johanna (*Andráshida, 1818.január 27.–†Salomvár, 1902. augusztus 24.).[10] Férje: zokoli és illyefalvi Csutor Imre  (Salomvár, 1813. március 14. – Salomvár, 1891. február 9.), Zala vármegye alispánja, földbirtokos,[11]
- hottói Nagy Károly (Andráshida, 1816. március 28.–Andráshida, 1911. január 8.), zalaegerszegi alszolgabíró, ügyvéd, országgyűlési írnok, földbirtokos.[12] 1.f.: nemesvitai Viosz Ilona (Andráshida, 1830. szeptember 30.–Andráshida, 1860. november 2.) 2.f.: szentgyörgyi Horváth Karolina (Gógánfa, 1829. április 10.–Zalaboldogfa, 1884. október 15.).[13]
- hottói Nagy Klementina (Andráshida, 1821. január 30.–Andráshida, 1887. január 2.). Férje: bonczódföldi Lukács Károly (Sömjén, 1819. január 30.–Zalaegerszeg, 1885. október 27.), honvédőrnagy, főhadnagy, és a zalamegyei honvédegylet másod elnöke, földbirtokos.[14]
- hottói Nagy Emília Erzsébet (Andráshida, 1825. június 4.–†Zalaegerszeg, 1899. december 4.).[15] Férje: Szalay Ferenc (1831–†Zalaegerszeg, 1910. november 4.)királyi törvényszéki bíró, ügyvéd.
- hottói Nagy József (Andráshida, 1827. szeptember 23.–Hottó, 1883. március 31.), Zala vármegye főügyésze, főszolgabíró, 1848-as honvéd főhadnagy, földbirtokos.[16] Neje: csáfordi Csillagh Franciska Mária (*Bekeháza, 1833. február 23.–†Hottó, 1881. április 19.).[17]
- hottói Nagy Imre György (Andráshida, 1833. április 21. –†Andráshida, 1898. szeptember 16.), földbirtokos. Nőtlen.[18]
- hottói Nagy Etelka (1834. –†Zalaegerszeg, 1915. november 6.). Férje: csáfordi Csillagh Gyula (*Bekeháza, 1829. január 31. –†Zalaegerszeg, 1904. augusztus 16.), főhadnagy, vármegye bizottsági tag, földbirtokos